# David Kennedy (actor)
David Kennedy es un actor británico, más conocido por haber interpretado a Dirk Savage en la serie Hollyoaks.

## Biografía
Su tío es el actor Steven Berkoff.
En 1990 entró al Webber Douglas Academy of Dramatic Art de donde se graduó en el 1992.

## Carrera
En 1994 apareció en la miniserie australiana Heartland como Robert Sutton.
En 1998 apareció en la película Love Is the Devil: Study for a Portrait of Francis Bacon donde dio vida a Joe Furneval, la película se centró en la biografía del pintor anglo-irlandés Francis Bacon (interpretado por el actor Derek Jacobi junto a Daniel Craig).
En el 2001 apareció en la película Down donde interpretó a un guardia de seguridad que queda atrapado por las puertas del ascensor y es decapitado luego de que este bajara.
El 25 de octubre de 2002 se unió al elenco recurrente de la popular serie británica EastEnders donde interpretó a Dave Roberts un hombre que comienza a trabajar como barman en el pub de Peggy Mitchell hasta el 7 de noviembre del mismo año, más tarde apareció de nuevo en la serie ahora interpretando a Ray, el examante de Carla Mitchell del 5 de junio de 2006 hasta el 9 de junio del mismo año.
En el 2003 se unió al elenco de la serie William and Mary donde interpretó a Billy "Two Hats" hasta el final de la serie en el 2005.
En el 2005 apareció como invitado en la serie Rome donde dio vida al soldado romano Lucius Septimius el responsable de la muerte de Pompeyo (Kenneth Cranham).
Ese mismo año interpretó al oficial Gary Lockhart en un episodio de la serie británica The Ghost Squad.
En el 2007 apareció por primera vez como invitado en la serie médica Casualty donde dio vida a John Boylan durante el episodio "Inheritance", más tarde apareció de nuevo en la serie ahora interpretando a Robbie Sheraton en el episodio "Clean Slate".
En el 2009 dio vida al detective inspector de la policía Carnegie en el octavo episodio de la segunda temporada de la serie Ashes to Ashes.
En el 2010 obtuvo un papel secundario en la película Clash of the Titans donde interpretó a uno de los soldados del rey Cefeo (Vincent Regan). 
Ese mismo año apareció en la serie Law & Order: UK donde dio vida al mafioso Don Marsh.
El 15 de abril de 2011 se unió al elenco principal de la serie británica Hollyoaks donde interpretó a Dirk Savage, el padre de Will Savage, Liberty Savage y padre adoptivo de Dodger Savage, hasta el 25 de julio del 2018 después de que su personaje fuera asesinado por Milo Entwistle luego de tener una pelea con él y empujarlo a una piscina donde lo electrocutó.
En el 2012 apareció en la miniserie Hatfields & McCoys donde dio vida a Bob Levinger, el primo de los Hatfields.
Ese mismo año también apareció como invitado en las series Call the Midwife y en New Tricks.

## Filmografía

### Series de televisión
| Año         | Título                                       | Personaje             | Notas                                               |
| ----------- | -------------------------------------------- | --------------------- | --------------------------------------------------- |
| 2011 - 2018 | Hollyoaks                                    | Dirk Savage           | 376 episodios                                       |
| 2012        | Call the Midwife                             | Mr. Duncan            | episodio "Christmas Special"                        |
| 2012        | New Tricks                                   | Rick Roddy            | episodio "The Girl Who Lived"                       |
| 2012        | Hatfields & McCoys                           | Bob Levinger          | 2 episodios - miniserie                             |
| 2010        | Law & Order: UK                              | Don Marsh             | episodio "Help"                                     |
| 2010        | Casualty                                     | Robbie Sheraton       | episodio "Clean Slate"                              |
| 2010        | Ashes to Ashes                               | Det. Carnegie         | episodio # 2.8                                      |
| 2009        | Hustle                                       | Rory                  | episodio "Return of the Prodigal"                   |
| 2007        | Silent Witness                               | Mathew Harris         | episodio "Double Dare: Part 2"                      |
| 2006        | Ancient Rome: The Rise and Fall of an Empire | Matho                 | episodio "Revolution"                               |
| 2006        | Holby City                                   | Peter Holland         | episodio "Roots"                                    |
| 2005        | The Ghost Squad                              | Gary Lockhart         | episodio "Colour Blind"                             |
| 2005        | Rome                                         | Lucius Septimius      | 2 episodios                                         |
| 2003 - 2005 | William and Mary                             | Billy Two Hats        | 14 episodios                                        |
| 2003        | The Bill                                     | Lee Rush              | episodio # 085                                      |
| 2002        | EastEnders                                   | Dave Roberts          | 7 episodios                                         |
| 2002        | Ultimate Force                               | Flint                 | episodio "Something to Do with Justice"             |
| 2002        | Rose and Maloney                             | Campbell              | episodio "Pilot"                                    |
| 2002        | Walking the Dead                             | Det. Dougie Green     | episodio "Special Relationship: Part 1"             |
| 2002        | London's Burning                             | Dominic "Dom" Mead    | 5 episodios                                         |
| 2000        | Without Motive                               | Det. Mickey Lloyd     | -                                                   |
| 1997 - 1998 | Trial & Retribution                          | Oficial Phelps        | 4 episodios                                         |
| 1997        | Strange But True?                            | Reparto               | episodio "Littlecote House/Skiers on Bavarian Alps" |
| 1995        | Moving Story                                 | Detective             | episodio "Norman Blood"                             |
| 1995        | Nelson's Column                              | Len                   | episodio "When You Wish Upon a Star"                |
| 1995        | 99-1                                         | Hamley                | episodio "Kidnap"                                   |
| 1994        | Pie in the Sky                               | Det. Millard          | episodio "The Truth Will Out"                       |
| 1994        | Heartland                                    | Robert Sutton         | 4 episodios - miniserie                             |
| 1993        | Between the Lines                            | Mitchell              | episodio "Honourable Men"                           |
| 1993        | Soldier Soldier                              | Sargento              | episodio "Disintegration"                           |
| 1993        | Frank Stubbs Promotes                        | Oficial de la Policía | episodio "Beginners"                                |

### Películas
| Año  | Título                                                   | Personaje                 | Notas |
| ---- | -------------------------------------------------------- | ------------------------- | --- |
| 2014 | Peterman                                                 | Charlie Graves            | junto a Peter Bowles, Philip Davis, Alison Steadman, Kenny Doughty & Stuart Graham                                   |
| 2010 | Stanley Park                                             | Rob                       | junto a Holliday Grainger, Joe Cole, Morwenna Banks & Nick Blood                                                     |
| 2010 | Clash of the Titans                                      | Soldado                   | junto a Sam Worthington, Vincent Regan, Polly Walker & Alexa Davalos                                                 |
| 2009 | U Be Dead                                                | Det. Malcolm Davies       | junto a David Morrissey, Thomas Craig, Alexis Zegerman, Richard Lumsden & Lucy Griffiths                             |
| 2009 | Mr. Nobody                                               | Ladrón                    | junto a Jared Leto, Sarah Polley, Diane Kruger, Linh Dan Pham & Rhys Ifans                                           |
| 2007 | Forgiven                                                 | Oficial de Prisión        | junto a Lucy Cohu, Derek Riddell, Akbar Kurtha, Thomas Craig & Michael Culkin                                        |
| 2007 | Wednesday                                                | Papá                      | corto - junto a Sinead Matthews, Tom McClane, Ann Emery & Nicholas Le Prevost                                        |
| 2006 | Attack Force                                             | Dwayne Dixon              | junto a Steven Seagal, Matthew Chambers, Danny Webb, Adam Croasdell & Mark Dymond                                    |
| 2006 | Copying Beethoven                                        | Vecino                    | junto a Ed Harris, Phyllida Law, Matthew Goode & Joe Anderson                                                        |
| 2005 | Brothers of the Head                                     | Paul Day                  | junto a Jonathan Pryce, John Simm, Ken Russell, James Greene & Sean Harris                                           |
| 2005 | The Cave                                                 | Ian                       | junto a Cole Hauser, Eddie Cibrian, Lena Headey, Piper Perabo, Daniel Dae Kim, Kieran Darcy-Smith & Marcel Iures     |
| 2002 | Reign of Fire                                            | Eddie Stax                | junto a Christian Bale, Matthew McConaughey, Izabella Scorupco, Gerard Butler & Alexander Siddig                     |
| 2002 | Shooters                                                 | Sargento Webb             | junto a Adrian Dunbar, Andrew Howard, Louis Dempsey, Gerard Butler, Matthew Rhys & Ioan Gruffudd                     |
| 2001 | Down                                                     | Guardia de Seguridad      | junto a James Marshall, Naomi Watts, Eric Thal, Michael Ironside, Edward Herrmann & Dan Hedaya                       |
| 2000 | Shiner                                                   | Chris                     | junto a Michael Caine, Martin Landau, Frances Barber, Frank Harper, Andy Serkis, Nicola Walker & Kenneth Cranham     |
| 2000 | Gangster No. 1                                           | Charlie                   | junto a Malcolm McDowell, David Thewlis, Paul Bettany, Saffron Burrows, Jamie Foreman, Eddie Marsan & Andrew Lincoln |
| 1998 | Love Is the Devil: Study for a Portrait of Francis Bacon | Joe Furneval              | junto a Derek Jacobi, Daniel Craig, Tilda Swinton, Anne Lambton, Adrian Scarborough & Karl Johnson                   |
| 1997 | The Fifth Element                                        | Policía                   | junto a Bruce Willis, Gary Oldman, Ian Holm, Milla Jovovich, Chris Tucker & Luke Perry                               |
| 1997 | Supply & Demand                                          | Michael Carter            | junto a Eamonn Walker, Juliet Aubrey, Freddie Starr, Anthony Higgins, Benedict Wong & Ramon Tikaram                  |
| 1995 | Grim                                                     | Esposo de Mary            | junto a Emmanuel Xuereb, Jack Chancer, Peter Tregloan, Michael Fitzpatrick & Nadia DeLemeny                          |
| 1994 | Frankenstein                                             | Miembro de la Tripulación | junto a Robert De Niro, Kenneth Branagh, Tom Hulce, Helena Bonham Carter, Aidan Quinn e Ian Holm                     |
| 1986 | Short Changed                                            | Stuart Wilkins            | junto a Susan Leith, Jamie Agius, Ray Meagher, Mark Little & Wanjum Carpenter                                        |
| 1982 | Vortex                                                   | Congresista White         | junto a James Russo, Lydia Lunch, William Rice, Bill Corsair & Haoui Montaug                                         |

### Videojuegos
| Año  | Título   | Personaje | Notas                           |
| ---- | -------- | --------- | ------------------------------- |
| 2013 | Crysis 3 | Psicópata | prestó su voz para el personaje |

### Teatro
| Año  | Obra                   | Personaje                 | Director (a)       | Teatro                      | Notas                                                            |
| ---- | ---------------------- | ------------------------- | ------------------ | --------------------------- | ---------------------------------------------------------------- |
| 2010 | Pressure Drop          | Tony                      | Christopher Haydon | -                           | junto a June Watson, Michael Gould, Susan Vidler & Craig Dowding |
| 2009 | Days Of Significance   | Lenny                     | Maria Aberg        | -                           | junto a Joanna Horton, Toby Wharton & George Rainsford           |
| 2008 | Lucky Seven            | Alan                      | Anthony Clark      | Hampstead Theatre           | junto a Susannah Harker & Jonny Weir                             |
| 2008 | Reality Chokes         | Plod                      | Chris Jury         | Pentameters Theatre         | junto a Al Gregg, Isabel Scott-Plummer & David Schaal            |
| 2006 | The Indian Boy         | Bricks                    | Rebecca Gatward    | The Cube Theatre            | junto a Ashley Madekwe, Colin Salmon, Holly Aird & Ryan Gage     |
| 2005 | Richard II             | Bushey/Scroop/Fitzwater   | Steven Berkoff     | -                           | -                                                                |
| 2003 | Edmond                 | Oficial                   | Edward Hall        | Royal National Theatre      | junto a Kenneth Branagh, Jude Akuwudike & Harry Towb             |
| 2003 | Henry V                | Bardolph/Michael Williams | Nicholas Hytner    | Royal National Theatre      | junto a Desmond Barrit, Russell Tovey & Cecilia Noble            |
| 2003 | The Hairy Ape          | Stoker                    | Andy Hay           | Bristol Old Vic Theatre     | -                                                                |
| 2002 | No Sweat               | Devlin                    | Angus Jackson      | Birmingham Rep Theatre      | -                                                                |
| 2002 | Original Sin           | Buller                    | Peter Gill         | Sheffield Crucible Theatre  | -                                                                |
| 2001 | Tender                 | Al                        | Anthony Clark      | Hampstead Theatre           | -                                                                |
| 2000 | Meat                   | Peter                     | Gemma Bodinetz     | Plymouth Theatre Royal      | -                                                                |
| 1999 | Hushabye Mountain      | Lee                       | Paul Miller        | Hampstead Theatre           | -                                                                |
| 1999 | Messiah                | Disciplina                | Steven Berkoff     | -                           | -                                                                |
| 1998 | A View from the Bridge | Marco                     | Linda Marlowe      | Leicester Haymarket Theatre | -                                                                |
| 1998 | Richard III            | Rivers/Tyrell             | Paul Kerryson      | Leicester Haymarket Theatre | -                                                                |
| 1997 | Coriolanus             | -                         | Steven Berkoff     | Tokyo Globe Theatre         | -                                                                |
| 1996 | Death of a Salesman    | Stanley                   | David Thacker      | Royal National Theatre      | -                                                                |
| 1995 | Dealer's Choice        | Frankie/Sweeney           | Patrick Marber     | Vaudeville Theatre          | -                                                                |

### Otras apariciones
| Año  | Programa                      | Notas          |
| ---- | ----------------------------- | -------------- |
| 1994 | The All New Alexei Sayle Show | episodio # 1.2 |

## Premios y nominaciones
| Año | Categoría  | Premio                                | Obra              | Resultado |
| --- | ---------- | ------------------------------------- | ----------------- | --------- |
| -   | Best Actor | Manchester Evening News Theatre Award | Hushabye Mountain | Nominado  |